# Porfiria cutânea tardia
Porfiria cutânea tardia é o subtipo mais comum de porfiria. Este distúrbio resulta dos baixos níveis da enzima responsável pelo quinto passo na produção de heme. Heme é uma molécula vital para todos os órgãos do corpo humano. Ela é um componente da hemoglobina, a molécula que carrega oxigênio no sangue.
Quando os sinais e sintomas ocorrem, eles usualmente iniciam na vida adulta e resultam da pele se tornando mais sensível à luz solar. As áreas da pele expostas ao sol desenvolvem bolhas, cicatrizes, mudanças na pigmentação e hipertricose (aumento da quantidade de pelos). A pele exposta se torna frágil e facilmente é lesada. As pessoas com porfiria cutânea tarda também possuem níveis aumentados de ferro no fígado. Elas possuem riscos aumentados de desenvolver funções anormais do fígado e câncer hepático. Os sinais e sintomas deste distúrbio podem ser desencadeados por fatores não-genéticos como o abuso de álcool, excesso de ferro, alguns hormônios e infecções virais.

## Epidemiologia
Este tipo de porfiria ocorre numa taxa estimada de 1 em cada 25.000 pessoas, incluindo os casos herdados e esporádicos (não-herdados). Estima-se que 80% dos casos de porfiria cutânea tarda são esporádicos. Não se sabe com exatidão esta freqüência pois muitas pessoas com este distúrbio nunca apresentam sintomas.